# Samuel LaBudde
Cet article possède un paronyme, voir Budde.
Samuel LaBudde, est un biologiste et environnementaliste américain. Il est connu pour son engagement pour la protection des dauphins.

## Biographie
Samuel LaBudde est diplômé de l'Université de l'Indiana. 
À partir de 1980, il effectue des reportages sur les massacres de dauphins par l'industrie thonière et milite au sein d'associations de protection de l'environnement.
Samuel LaBudde est l'un des six lauréats 1991 du Prix Goldman de l'Environnement.